# Totschka
Totschka  (russ.: точка) war ein russisches Längenmaß und bedeutet übersetzt Punkt in Ähnlichkeit zur kleinen Einheit Punkt. Der russische und englische Zoll waren gleich groß mit 25,4 Millimeter.
- 1 Totschka = 0,254 Millimeter
- 1 Totschka = 1/2800 Arschin
- 1 Zoll (russ.) = 10 Linija/Linien = 100 Totschki
- 1 Sotka = 84 Totschka